# Selenia chinochlora
Selenia chinochlora är en fjärilsart som beskrevs av Smith 1954. Selenia chinochlora ingår i släktet Selenia och familjen mätare. Inga underarter finns listade.